# 幸运土猫
幸运土猫（Lucky Cats）是一个致力于流浪猫救助的非赢利性志愿者动物保护团体，于2001年在中国北京成立。现在，它已成为中国大陆地区最成功的动物福利组织之一。